# Mario Pavelic
Mario Pavelic (* 19. September 1993 in Eisenstadt) ist ein österreichischer Fußballspieler bosnischer Abstammung.

## Karriere

### Verein
Pavelic begann seine Karriere in Neusiedl am See, wo er für den SCNS spielte. 2007 wechselte er für ein halbes Jahr in die AKA Burgenland. 2009 wechselte er in die AKA Rapid. Im September 2011 debütierte er für die Zweitmannschaft gegen den WAC/St. Andrä im ÖFB-Cup. Sein Debüt für die Bundesligamannschaft feierte er in der 3. Runde der Europa-League-Qualifikation im August 2013 im Rückspiel gegen Asteras Tripolis. Im Oktober 2013 debütierte er in der Bundesliga gegen den SC Wiener Neustadt. Im Juni 2016 wurde sein Vertrag mit dem SK Rapid vorzeitig bis zum Ende der Saison 2017/18 verlängert.
Zur Saison 2018/19 wechselte er nach Kroatien zum HNK Rijeka, bei dem er einen bis Juni 2021 laufenden Vertrag erhielt. In seiner ersten Saison bei Rijeka kam er zu neun Einsätzen in der 1. HNL, in denen er ein Tor erzielte.
Im Juli 2019 wurde er nach Norwegen an Sarpsborg 08 FF verliehen. Für Sarpsborg absolvierte er acht Spiele in der Eliteserien, ehe er nach dem Ende der Saison 2019 zu Rijeka zurückkehrte. Im Februar 2020 kehrte er nach Österreich zurück und wechselte zum FC Admira Wacker Mödling. Nach 14 Einsätzen für die Admira in der Bundesliga verließ er den Verein nach der Saison 2019/20.
Daraufhin wechselte er im Oktober 2020 zum Ligakonkurrenten Wolfsberger AC, bei dem er einen bis Juni 2021 laufenden Vertrag erhielt. Für die Kärntner kam er bis Saisonende zu zehn Bundesligaeinsätzen. Nach der Saison 2020/21 verließ er den Klub wieder. Daraufhin wechselte er im August 2021 erneut ins Ausland, diesmal nach Litauen zum FK Žalgiris Vilnius. Für Žalgiris kam er insgesamt zu 70 Einsätzen in der A lyga, mit dem Team wurde er 2021 und 2022 litauischer Meister. Im Oktober 2023 verließ er Vilnius.
Nach über einem Jahr ohne Klub wechselte Pavelic im Jänner 2025 zum Regionalligisten SV Leobendorf.

### Nationalmannschaft
Pavelic spielte für diverse österreichische Juniorennationalteams. 2015 buhlten Vertreter des bosnischen Verbandes um ihn.

## Erfolge
HNK Rijeka
- Kroatischer Pokalsieger: 2019

FK Zalgiris Vilnius
- Litauischer Meister: 2021, 2022
- Litauischer Pokalsieger: 2022

## Persönliches
Pavelic ist auch für Bosnien und Herzegowina spielberechtigt, da seine Eltern aus Sarajevo stammen.